# Georges Wakhévitch
Georges Wakhévitch (russisch Жорж Леонидович Вакевич; * 18. August 1907 in Odessa, Russisches Kaiserreich, heute Ukraine; † 11. Februar 1984 in Paris) war russisch-französischer Filmarchitekt, Bühnenbildner, Kostümbildner, Maler und Buchillustrator.

## Leben und Wirken
Der Sohn eines Schiffsingenieurs wuchs seit 1921 in Paris auf und besuchte nach seinem Schulabschluss die dortige École nationale supérieure des arts décoratifs. 1927 begann Wakhévitch seine Laufbahn als Bühnenbildner. Bis zu seinem Tod stattete er eine Fülle von Theaterstücken aus. Gastspiele führten ihn an die Opern von Berlin, Wien, Paris, an die Mailänder Scala, an Londons Covent Garden und an Bühnen in Buenos Aires, Rio de Janeiro, Genua, Venedig und Rom. Zwischen 1966 und 1976 entwarf Georges Wakhévitch Dekorationen und Kostüme für Herbert von Karajans Salzburger Osterfestspiele. Eine Reihe von Produktionen wurden auch in das Programm der Salzburger Festspiele im Sommer übernommen.
Parallel zu seiner Theaterarbeit wirkte Wakhévitch seit 1931 auch für den Film, anfänglich in untergeordneter Funktion. Bis 1935 wurde er zumeist als zweiter Filmarchitekt eingesetzt, zuletzt bei Jacques Feyders in deutsch-französischer Zusammenarbeit hergestelltem, flämischen Sittenbild „Die klugen Frauen“. Anschließend stieg er zum Co-Chefarchitekten auf und war in dieser Funktion an einer Reihe von Klassikern des französischen Vorkriegsfilms wie Jean Renoirs Die große Illusion beteiligt. Während der deutschen Besatzungszeit führte Wakhévitch zumeist die Entwürfe des im Untergrund lebenden, jüdischen Kollegen Alexandre Trauner aus, etwa 1942 bei Marcel Carnés Die Nacht mit dem Teufel und im Jahr darauf bei Kinder des Olymp.
Bis in die frühen 70er Jahre wirkte Georges Wakhévitch weiterhin kontinuierlich sowohl am Theater als auch beim Film. In dieser Zeit entwarf er nunmehr die Filmkulissen zu einer Fülle von gediegenen, hochrangigen Unterhaltungsproduktionen aus der Hand bekannter Regisseure wie Yves Allégret, Christian-Jaque, Jean Cocteau, Jean Delannoy, Gérard Oury, Julien Duvivier, Nicholas Ray, René Clair, Terence Young, Édouard Molinaro, Peter Brook und sogar Herbert von Karajan. „Seine Dekors waren zwar konventionell, verrieten zugleich aber ein hohes Maß an Raumgefühl und Sinn für optische Fülle.“
Wakhévitch hat sich auch einen Namen als Landschaftsmaler gemacht, seine Werke wurden in Paris (1954 und 1969), Casablanca (1960), Genf (1970) und Saint-Tropez (1975) ausgestellt. Als Buchillustrator gestaltete er die Ausgaben von Federico García Lorca (1967) sowie William Shakespeares Julius Cäsar und Macbeth (1969). 1982 wurde Wakhévitch in die Académie des Beaux-Arts gewählt.

## Filme
- 1936: Nitchévo
- 1936: Feu
- 1937: Die große Illusion
- 1937: Die Marseillaise (La Marseillaise)
- 1937: Dunja (Nostalgie)
- 1938: Conflit
- 1938: Gibraltar
- 1938: Das Leben ist kein Roman (La maison du maltais)
- 1938: Louise
- 1939: Mädchenhändler (Pièges)
- 1939: Serenade (Sérénade)
- 1940: 24 heures de perm’
- 1941: Der goldene Schmetterling (Le club des soupirants)
- 1941: Eifersucht (Le soleil a toujours raison)
- 1942: Die Nacht mit dem Teufel
- 1942: La vie de Bohème
- 1943: Der ewige Bann
- 1943: La boîte aux rêves
- 1943/45: Kinder des Olymp (Les enfants du paradis)
- 1944: Mademoiselle X
- 1945: Sérénade aux nuages
- 1945: Les démons de l’aube
- 1946: Der ewige Gatte (L’homme au chapeau rond)
- 1946: Martin Roumagnac (Martin Roumagnac)
- 1947: Ruy Blas, der Geliebte der Königin (Ruy Blas)
- 1947: Schenke zum Vollmond (Dédée d’Anvers)
- 1948: Der Doppeladler (L’aigle à deux têtes)
- 1948: Le voleur se porte bien
- 1949: Miquette et sa mère
- 1950: Verträumte Tage
- 1950: Das Medium (The Medium)
- 1951: Blaubart
- 1952: Die sieben Sünden (Les sept péchés capitaux)
- 1952: Die Bettleroper (The Beggar’s Opera)
- 1953: Innocents in Paris
- 1953: Das Fleisch und der Teufel (La chair et le diable)
- 1954: Ali Baba (Ali Baba et les quarante voleurs)
- 1955: Don Juan – Der Verführer (Don Juan)
- 1956: Si le roi savait ça
- 1957: Dem Sumpf entronnen (Escapade)
- 1957: Falsches Geld und echte Kurven (Paris Holiday)
- 1957: Die schwarze Sklavin (Tamango)
- 1958: Jakobowsky und der Oberst
- 1958: Ein Weib wie der Satan (La femme et le pantin)
- 1958: Marie-Octobre (Marie-Octobre)
- 1959: Dem Teufel verschrieben (L’ambitieuse)
- 1959: Carmen 62 (Un, deux, trois, quatre)
- 1960: König der Könige
- 1961: Galante Liebesgeschichten (Les amours célèbres)
- 1961: Verbrechen aus Liebe (Le crime ne paie pas)
- 1962: Sheherazade (Shéhérazade)
- 1963: Heißes Pflaster (Peau de banane)
- 1963: Tagebuch einer Kammerzofe
- 1964: Der Boss hat sich was ausgedacht (Échappement libre)
- 1964: An einem heißen Sommertag (Par un beau matin d’éte)
- 1965: Die Festung fällt, die Liebe lebt (Les fêtes galantes)
- 1965: Auch große Scheine können falsch sein (Monnaie de singe)
- 1966: Geliebter Schuft (Tendre voyou)
- 1966: Carmen
- 1967: Oscar
- 1968: Mayerling
- 1969: King Lear
- 1969: Giselle
- 1971: Die dummen Streiche der Reichen
- 1973: Kleiner Mann – was nun? (Fernsehfilm)
- 1974: Otello
- 1978: Gurdjieff – Begegnung mit bemerkenswerten Menschen (Meeting With Remarkable Men)
- 1981: Tovaritch (Fernsehfilm)
- 1983: Die Tragödie der Carmen (La tragédie de Carmen)